# 远程桌面软件
在计算机中，远程桌面一词是指一种软件或操作系统功能，允许个人计算机的桌面环境从一个系统（通常是PC，但该概念同样适用于服务器或智能手机）远程运行，同时显示在单独的客户端设备上。
远程桌面应用程序具有不同的功能，有些允许附加到现有用户的会话和“远程控制”，显示远程控制会话或使屏幕空白。远程接管桌面是远程管理的一种形式。

## 简介
遠端桌面軟體從本機電腦（客戶端）取得滑鼠和鍵盤的輸入並將其發送到遠端電腦（伺服器）。
遠程控制軟體能以Telnet、Mstsc或其他遠程控制軟件來實現。遠程控制的功能因軟件而有所不同，常見的功能有：
- 命令列
- 遠端桌面連線
- 擷取螢幕
- 檔案傳輸等

遠程控制軟體的功能通常可以作為公司、學校和網吧的網管用途，帮助人們在外出時提供异地控制电脑的便利。在COVID-19流行時，遠距工作的協作讓遠端桌面軟體發揮其關鍵作用。

## 遠程桌面軟件
- VNC
  - RealVNC
  - TigerVNC
  - TightVNC
  - UltraVNC
- netman
- 远程桌面/RDP——微软推出的远程桌面协议
- 向日葵远程控制
- GoToMyCloud
- Radmin
- RustDesk
- LogMeIn
- TeamViewer
- PCAnywhere
- AnyDesk
- ShowMyPC
- Chrome遠程桌面
- Join.Me
- CrossLoop
- Veyon
- ToDesk